# Remo nos Jogos Olímpicos de Verão de 2016 - Oito com feminino
As provas do oito com feminino nos Jogos Olímpicos de 2016 decorreram entre 8 e 13 de agosto na Lagoa Rodrigo de Freitas, Rio de Janeiro.

## Formato da competição
As competições de remo desenrolaram-se em formato de rondas, dependendo de quantas embarcações estavam inscritas. Cada regata teve um máximo de seis embarcações participantes, desenrolando-se ao longo de 2000 metros. No oito com feminino, com sete embarcações, as vencedoras de cada regata qualificatória seguiram diretamente para a final (disputa pelas medalhas), e as restantes disputaram vagas adicionais na repescagem (apuraram as quatro primeiras dessa regata).

## Calendário
Os horários são pelo fuso de Brasília (UTC−3).
| Data                       | Hora  | Ronda           |
| -------------------------- | ----- | --------------- |
| Segunda-feira, 8 de agosto | 08:50 | Qualificatórias |
| Quinta-feira, 11 de agosto | 09:50 | Repescagem      |
| Sábado, 13 de agosto       | 11:06 | Final           |

## Medalhistas
Na final, a equipe estadunidense foi a mais forte sagrando-se campeã olímpica à frente da embarcação da Grã-Bretanha (prata). As remadoras romenas ficaram com o bronze.
|  | USA Estados Unidos |  | GBR Grã-Bretanha |  | ROU Romênia |
|  | Emily Regan Kerry Simmonds Amanda Polk Lauren Schmetterling Tessa Gobbo Meghan Musnicki Eleanor Logan Amanda Elmore Katelin Snyder |  | Katie Greves Melanie Wilson Frances Houghton Polly Swann Jessica Eddie Olivia Carnegie-Brown Karen Bennett Zoe Lee Zoe de Toledo |  | Roxana Cogianu Ioana Strungaru Mihaela Petrilă Iuliana Popa Mădălina Bereș Laura Oprea Adelina Boguș Andreea Boghian Daniela Druncea |

## Resultados
Estes foram os resultados da competição:

### Qualificatórias
As vencedoras de cada regata apuraram-se para a final directamente, enquanto as restantes tiveram foram para a repescagem.

#### Qualificatória 1
| Pos. | Remadoras                                                                              | País               | Tempo   | Notas |
| ---- | -------------------------------------------------------------------------------------- | ------------------ | ------- | ----- |
| 1    | Regan, Simmonds, Polk, Schmetterling, Gobbo, Musnicki, Logan, Elmore, Snyder           | USA Estados Unidos | 6:06.34 | FA    |
| 2    | Van Dorp, Belderbos, Rustenburg, Van Veen, Hogerwerf, Souwer, Lanz, Van Rooijen, Noort | NED Países Baixos  | 6:14.36 | R     |
| 3    | Cogianu, Strungaru, Petrilă, Popa, Bereș, Oprea, Boguș, Boghian, Druncea               | ROU Romênia        | 6:16.24 | R     |
| 4    | Albert, Morrison, Hagan, Volker, Goodman, Aldersey, Stephan, Sutherland, Banting       | AUS Austrália      | 6:22.68 | R     |

#### Qualificatória 2
| Pos. | Remadoras                                                                                           | País              | Tempo   | Notas |
| ---- | --------------------------------------------------------------------------------------------------- | ----------------- | ------- | ----- |
| 1    | Greves, Wilson, Houghton, Swann, Eddie, Carnegie-Brown, Bennett, Lee, De Toledo                     | GBR Grã-Bretanha  | 6:09.52 | FA    |
| 2    | Pratt, Scown, Tew, Bevan, Prendergast, Gowler, Behrent, Dyke, Turner                                | NZL Nova Zelândia | 6:12.05 | R     |
| 3    | Nurse, Roman, Von Seydlitz-Kurzbach, Roper, Wilkinson, Grainger, Mastracci, Filmer, Thompson-Willie | CAN Canadá        | 6:12.44 | R     |

### Repescagem
As embarcações nos quatro primeiros lugares asseguraram as vagas em aberto na final.
| Pos. | Remadoras                                                                                           | País              | Tempo   | Notas |
| ---- | --------------------------------------------------------------------------------------------------- | ----------------- | ------- | ----- |
| 1    | Nurse, Roman, Von Seydlitz-Kurzbach, Roper, Wilkinson, Grainger, Mastracci, Filmer, Thompson-Willie | CAN Canadá        | 6:28.07 | FA    |
| 2    | Cogianu, Strungaru, Petrilă, Popa, Bereș, Oprea, Boguș, Boghian, Druncea                            | ROU Romênia       | 6:32.63 | FA    |
| 3    | Pratt, Scown, Tew, Bevan, Prendergast, Gowler, Behrent, Dyke, Turner                                | NZL Nova Zelândia | 6:34.90 | FA    |
| 4    | Van Dorp, Belderbos, Rustenburg, Van Veen, Hogerwerf, Souwer, Lanz, Van Rooijen, Noort              | NED Países Baixos | 6:35.96 | FA    |
| 5    | Albert, Morrison, Hagan, Volker, Goodman, Aldersey, Stephan, Sutherland, Banting                    | AUS Austrália     | 6:40.45 |       |

### Final

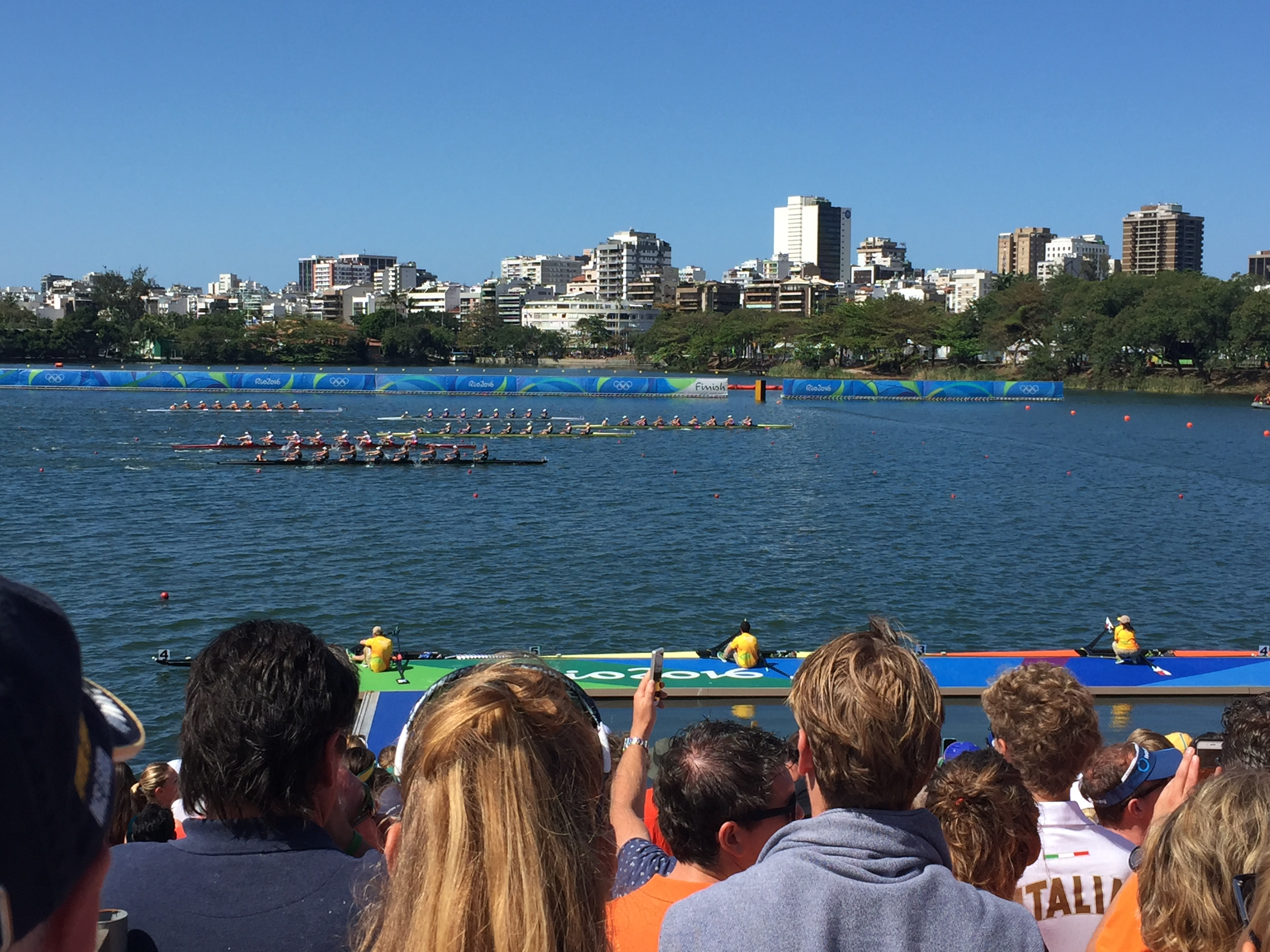
Embarcações próximos a linha de chegada.

| Pos.              | Remadoras                                                                                           | País               | Tempo   | Notas |
| ----------------- | --------------------------------------------------------------------------------------------------- | ------------------ | ------- | ----- |
| Medalha de ouro   | Regan, Simmonds, Polk, Schmetterling, Gobbo, Musnicki, Logan, Elmore, Snyder                        | USA Estados Unidos | 6:01.49 |       |
| Medalha de prata  | Greves, Wilson, Houghton, Swann, Eddie, Carnegie-Brown, Bennett, Lee, De Toledo                     | GBR Grã-Bretanha   | 6:03.98 |       |
| Medalha de bronze | Cogianu, Strungaru, Petrilă, Popa, Bereș, Oprea, Boguș, Boghian, Druncea                            | ROU Romênia        | 6:04.10 |       |
| 4                 | Pratt, Scown, Tew, Bevan, Prendergast, Gowler, Behrent, Dyke, Turner                                | NZL Nova Zelândia  | 6:05.48 |       |
| 5                 | Nurse, Roman, Von Seydlitz-Kurzbach, Roper, Wilkinson, Grainger, Mastracci, Filmer, Thompson-Willie | CAN Canadá         | 6:06.04 |       |
| 6                 | Van Dorp, Belderbos, Rustenburg, Van Veen, Hogerwerf, Souwer, Lanz, Van Rooijen, Noort              | NED Países Baixos  | 6:08.37 |       |